# Бин Дуонг (провинция)
Бин Дуонг (на виетнамски: Bình Dương) е виетнамска провинция разположена в регион Донг Нам Бо. На север граничи с провинция Бин Фуок, на юг със самостоятелната община Хошимин, на запад с Тай Нин, а на изток с провинция Донг Най. Населението е 2 071 000 жители (по приблизителна оценка за юли 2017 г.).
Провинцията е създадена на 1 януари 1997 след разделянето на вече несъществуваща Сонг Бе на няколко отделни провинции.

## Административно деление
Провинция Бин Дуонг се състои от един самостоятелен град Тху Дау Мот и шест окръга:
- Бен Кат
- Дау Тиенг
- Ди Ан
- Фу Жиао
- Тан Уйен
- Тхуан Ан